# منطقة ذر
ذر رمزها  «DH»  (بالإنجليزية: Dhar)‏  ، هو تقسيم إداري لدولة الهند تتبع ولاية مدية برديش (بالإنجليزية: Madhya  Pradesh)‏  ،  مركزها هو مدينة ذر (بالإنجليزية: Dhar)‏  عدد سكانها حسب تعداد سنة 2001 هو  1,740,577 ، مساحتها  8,153 كم²    وكثافة السكان   213 لكل كم² .